# Růžděcký Vesník
Růžděcký Vesník je přírodní památka poblíž obce Růžďka v okrese Vsetín. Důvodem ochrany je uchování květnaté louky s bohatým výskytem zvláště chráněných druhů rostlin. Jsou to zejména orchideje – především bohaté populace vstavače kukačky (Anacamptis morio), dále pětiprstky žežulníku (Gymnadenia conopsea), vstavače mužského (Orchis mascula), vemeníku dvoulistého (Platanthera bifolia) a kruštíku bahenního (Epipactis palustris).

## Galerie

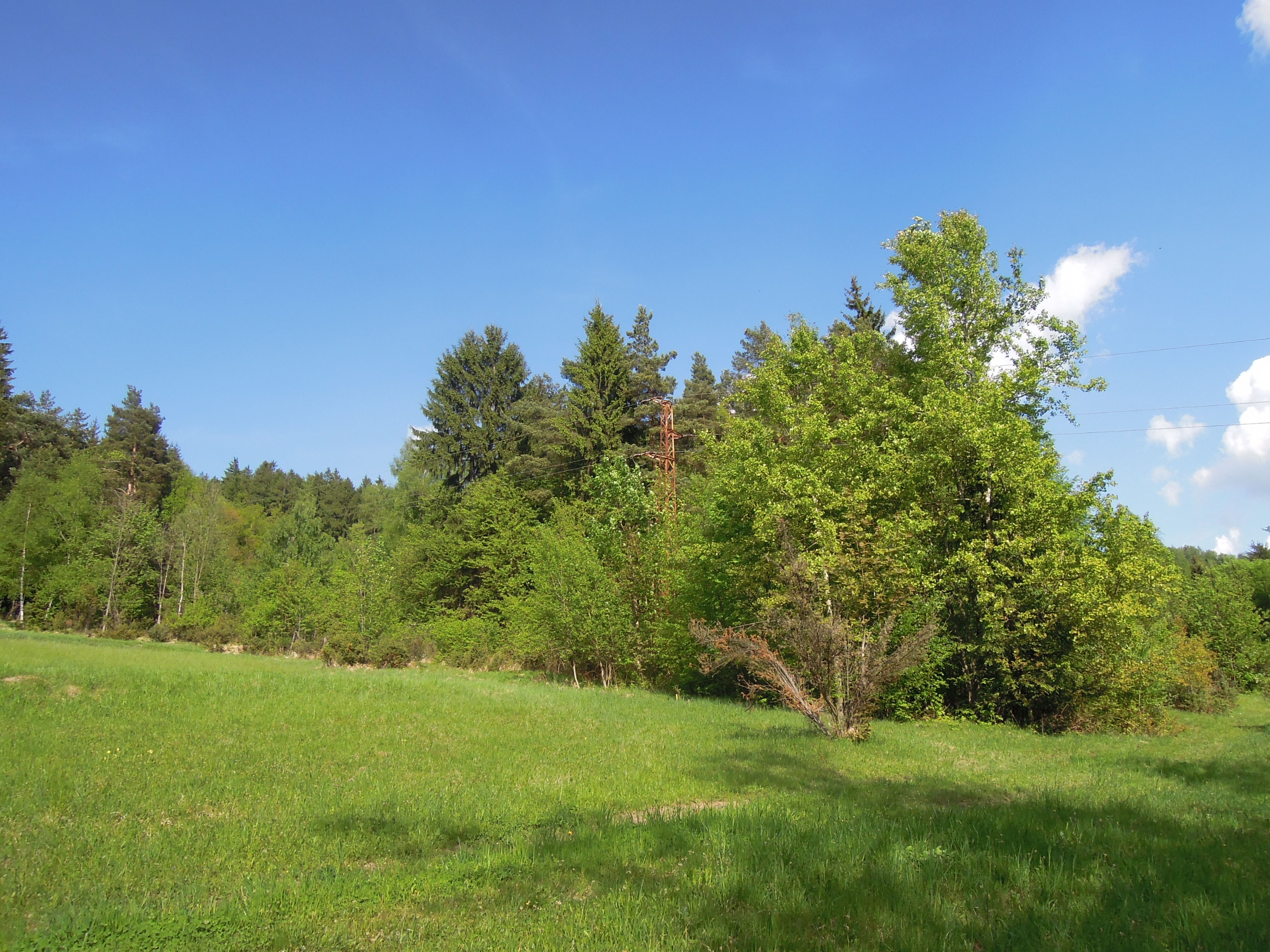
Přírodní památka Růžděcký Vesník
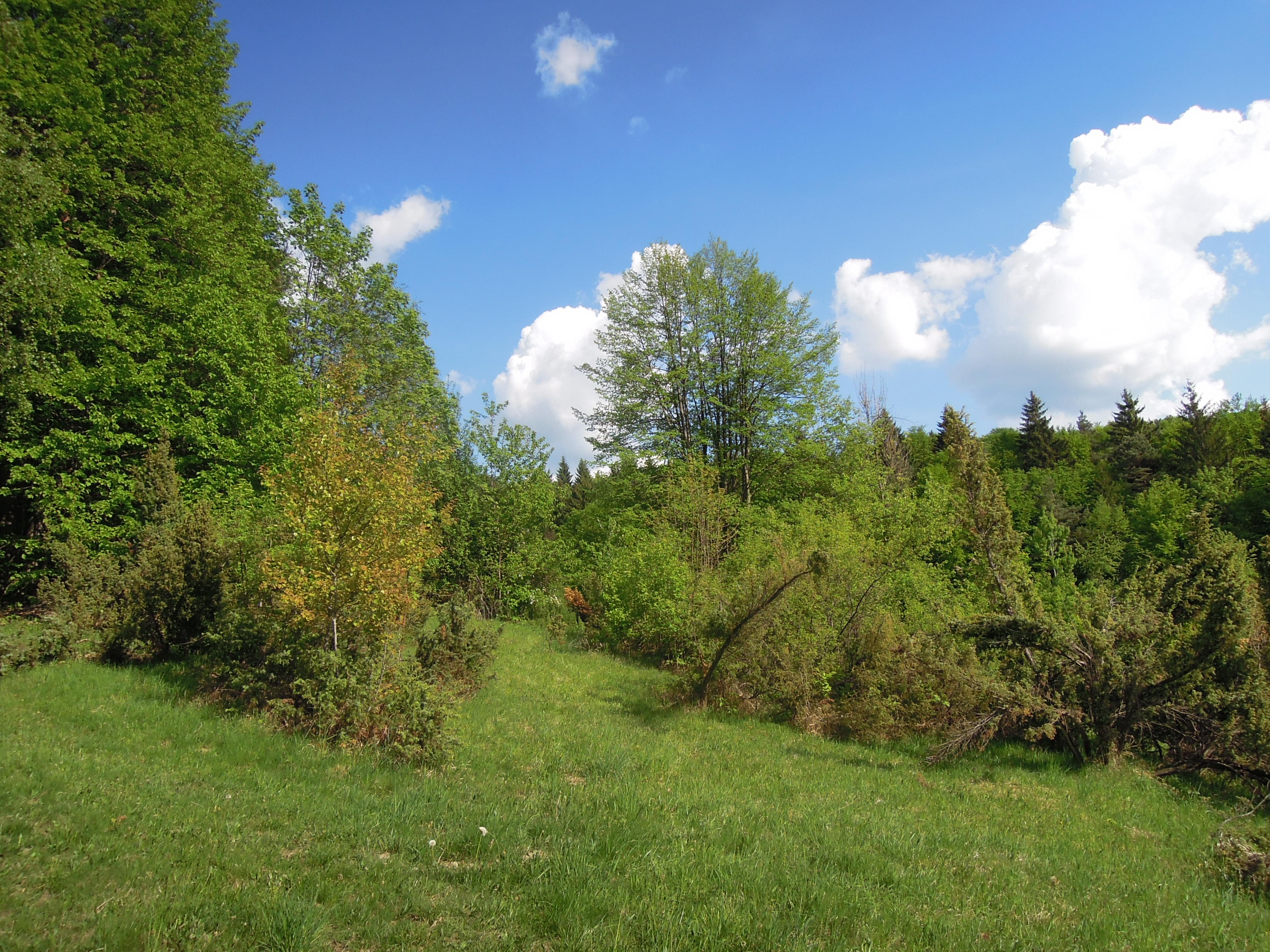
Růžděcký Vesník
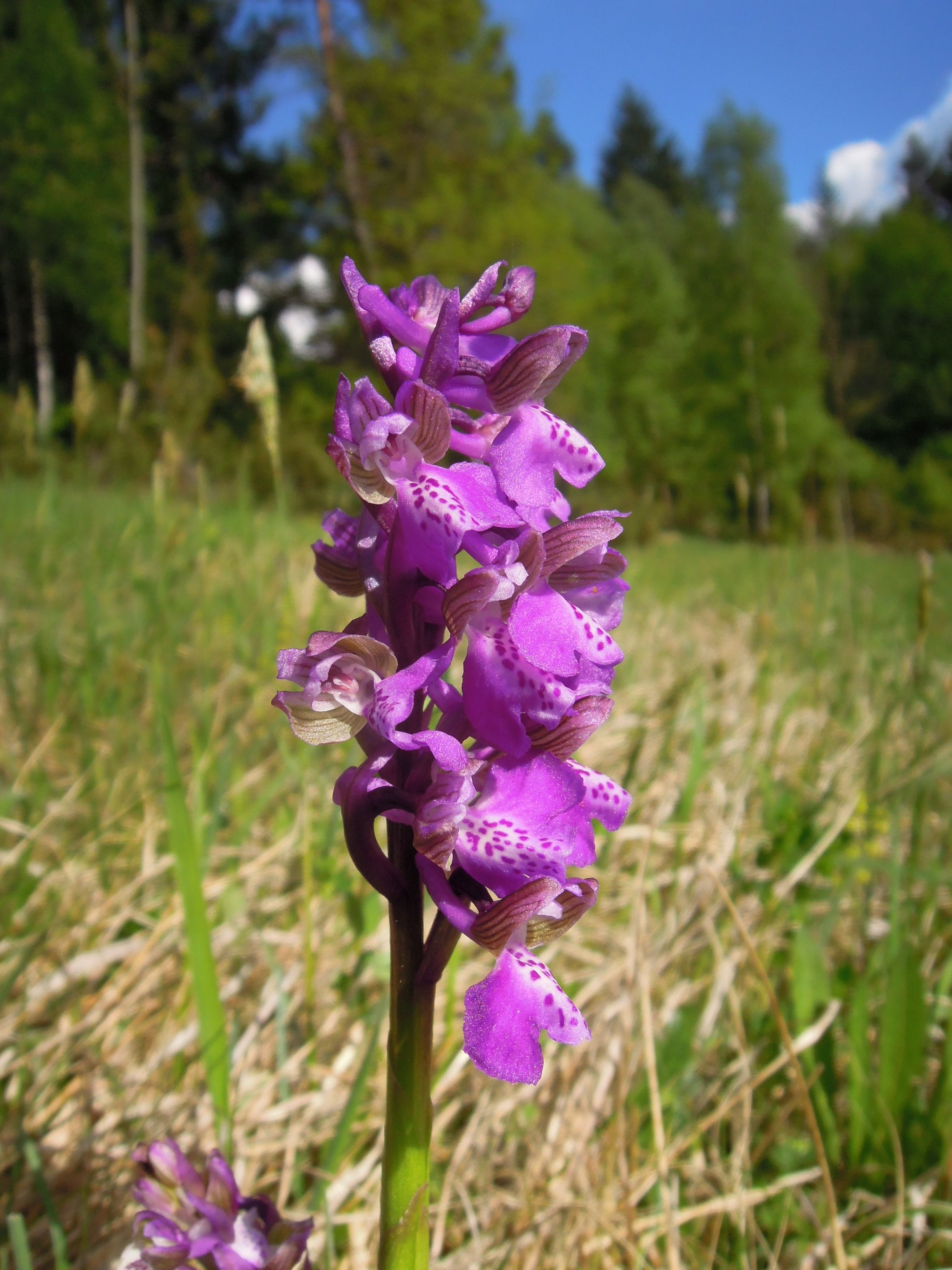
Vstavač kukačka